# San Blas, Navolato
San Blas är en ort i Mexiko.   Den ligger i kommunen Navolato och delstaten Sinaloa, i den västra delen av landet, 1 100 km nordväst om huvudstaden Mexico City. San Blas ligger 22 meter över havet och antalet invånare är 472.
Terrängen runt San Blas är platt. Runt San Blas är det ganska tätbefolkat, med 155 invånare per kvadratkilometer. Närmaste större samhälle är Navolato, 12,7 km söder om San Blas. Trakten runt San Blas består till största delen av jordbruksmark.